# Agordo
Agordo là một đô thị ở tỉnh Belluno trong vùng Veneto của Italia. Vị trí đô thị này khoảng 100 km về phía bắc của Venice và khoảng 20 km về phía tây bắc của Belluno. Tại thời điểm ngày 31 tháng 12 năm 2004, đô thị này có dân số 4.225 và diện tích 23,7 km².
Agordo giáp các đô thị: La Valle Agordina, Rivamonte Agordino, Taibon Agordino, Voltago Agordino, Zoldo Alto.